# Luisa de Maisonblanche
Luisa de Borbón-Maisonblanche (París, 17 de junio de 1676 – La Queue-les-Yvelines, 12 de septiembre de 1718), fue hija ilegítima del rey Luis XIV de Francia y de su amante Claudia de Vin des Œillets, que fue la dama de honor de Madame de Montespan, amante favorita de Luis.

## Primeros años
Nacida en París en 1676, fue una de los muchos hijos ilegítimos del rey Luis XIV de Francia. Ella fue declarada hija de Felipe de Maisonblanche, viejo capitán de la guardia, y de Lady Gabrielle de La Tour, su cónyuge.
Educada en París por su madre, no recibió la misma atención que las hijas de Madame de Montespan y de Luisa de La Vallière. Vivió durante un tiempo en el Château de Suisnes donde su madre murió en 1687 a los 50 años. Luisa quedó a cargo entonces, de Francisco Le Signerre y de su hermana Catalina Le Signerre en Mulcent.

## Matrimonio
Luisa permaneció confinada en Mulcent con las hermanas Le Signerre, hasta la edad de 20 años en 1696. El 17 de abril del mismo año, se casó con Bernardo de Prez, barón de La Queue. Fue el teniente del regimiento de Borgoña y el abad de Brisacier y fue supervisado por Alexandre Bontemps, el primer caballero de la cámara del padre de Luisa, Luis XIV. Fue Bontemps que aseguró la pequeña dotación de 40.000 Libras junto con la plata y las joyas de la novia. Esta dote no era nada en comparación con las dotes de sus otras medias-hermanas, la princesa viuda de Conti María Ana de Borbón (1666-1739) se casó con Luis Armando I de Borbón-Conti y en 1680 se le dio 1 millón de libras. 
La pareja tuvo 11 hijos, 5 de los cuales murieron en la infancia. Dos de sus hijos fueron criados en Saint-Cyr-l'École.
Claude des Œillets, la madre de Luisa, habiendo tenido varios ayuda de cámara para los amantes, Luis XIV siempre dudará de su paternidad. Es por eso que hará que lleven a Luise lejos de la corte, y que la dotará tan mal. Aunque los testigos en ese momento dicen que se parecía a él, nunca la reconoció como su hija.

## Descendencia
Con su marido, Bernardo de Prez, barón de La Queue, tuvo 11 hijos 5 de los cuales murieron en la infancia:
1. Luisa René de Prez (1699-1705) muerta de sarampion;
2. Luis Bernardo de Prez (1701-¿?);
3. Carlota Angelica de Prez (1703-1723) muerta de hipotermia al caer a un lago;
4. Luis Carlos Timoteo de Prez (1704-1746) muerto al caer de un caballo; casado el  2 de noviembre de  1745 con Madeleine Marguerite Charlotte Soulaigre des Fossés;
5. Un hijo¿Estanislao Enrique de Prez? (1706);
6. Alejandro Paulo de Prez (1708-1777) muerto de una embolia cerebral; casado 1º el 3  de febrero de  1755 con Marie Jeanne de Malebranche y en  2º lugar  en 1763 con Claude Marguerite Le Cousturier du Meny;
7. Luisa Catalina de Prez (1709-1756). Casada El  10 de octubre de 1745 con Timothée de Vaultier de Petitmont;
8. Francisca de Prez (1711-1715) muerta de fiebre;
9. Santiago Guillermo de Prez (1713-1804)muerto de un ataque al corazón; casado en 1754 con Françoise Perrette Le Boeuf;
10. Margarita Francisca de Prez (1715-1786) muerta de neumonía;
11. Felipe Carlos de Prez (1718-1719)muerto a los 6 meses de varicela.

## Muerte
Luisa murió el 12 de septiembre de 1718 en La Queue-les-Yvelines, durante la regencia de su cuñado, Felipe de Orleans.